# Pleurotus staringii
Pleurotus staringii är en svampart som beskrevs av Oudem. 1881. Pleurotus staringii ingår i släktet Pleurotus och familjen musslingar.   Inga underarter finns listade i Catalogue of Life.